# Jeff Lynne
Jeffrey "Jeff" Lynne OBE (Birmingham, Inglaterra, 30 de diciembre de 1947) es un músico, compositor, cantante, guitarrista y productor discográfico británico célebre por ser líder e integrante del grupo Electric Light Orchestra, así como del supergrupo Traveling Wilburys junto a George Harrison, Bob Dylan, Roy Orbison y Tom Petty.
La música de Lynne -cuya carrera comenzó en los grupos The Idle Race y The Move- evolucionó tras la formación de Electric Light Orchestra desde el rock sinfónico en sus primeros trabajos junto a Roy Wood hasta el rock progresivo y el art rock en trabajos más célebres como Eldorado, A Symphony, A New World Record y Out of the Blue. El grupo obtuvo su mayor auge comercial con trabajos como Discovery, más cercanos a la música disco, y con su participación en la banda sonora de Xanadu junto a Olivia Newton-John. 
Sin embargo, los continuos cambios de formación de la ELO, así como su decreciente fama a mediados de la década de 1980, llevó a Lynne a centrar su carrera como productor que comenzó con trabajos de Dave Edmunds y que consolidó durante la década de 1990 trabajando con George Harrison, Paul McCartney, Ringo Starr, Tom Petty, Duane Eddy, Roy Orbison y Del Shannon.
En 2008, The Washington Times nombró a Lynne el cuarto mejor productor de la historia musical. En 2014, recibió una estrella en el Paseo de la Fama de su ciudad natal.

## Biografía

### Infancia y comienzos musicales (1947-1969)
Jeff Lynne creció en el área Shard End de Birmingham, donde acudió a la Alderlea Boys' Secondary School. Su primera guitarra acústica fue un regalo de su padre que le costó dos libras. En 1963, formó su primer grupo con Robert Reader y David Walsh usando sólo guitarras españolas e instrumentos eléctricos baratos para producir música. El grupo se llamó The Rockin' Hellcats antes de cambiarlo por The Handicaps y finalmente por The Andicaps. Practicaron en el Shard End Community Centre, donde tocaron de forma semanal. Sin embargo, en 1964, Header y Walsh abandonaron el grupo y Lynne decidió reemplazarlos, poco antes de dejar definitivamente la banda para reemplazar a Mick Adkins en The Chads.
En 1969, adquirió su primer instrumento de grabación, un magnetófono de bobina en estéreo de la marca Bang & Olufsen, que le permitió realizar sobregrabaciones de instrumentos en diferentes canales. Según el músico, la grabadora "me enseñó a ser un productor". Un año después, se unió al grupo The Nightriders como guitarrista. El grupo cambió su nombre por el de The Idle Race poco después. A pesar de grabar dos álbumes y de producir el segundo con el grupo, en 1970 aceptó la oferta de su amigo Roy Wood para unirse a la banda The Move.

### The Electric Light Orchestra (1970-1986)
Lynne contribuyó a The Move con canciones para sus dos últimos trabajos, mientras formaba con Roy Wood y Bev Bevan un grupo constituido en torno a una fusión del rock y de la música clásica europea en un proyecto que finalmente derivó en la Electric Light Orchestra, a menudo abreviada como E.L.O. Pero varios problemas obligaron a Wood a abandonar el grupo en 1972, después de la publicación de su álbum debut, dejando a Lynne al frente de la formación. Tras su marcha, Lynne encabezó la publicación de varios álbumes de creciente éxito, como ELO 2, On the Third Day y Eldorado.
Con la publicación de A New World Record, Lynne había abandonado las raíces del grupo y sustituido el sonido por una fusión entre el pop y el rock junto a secciones de cuerda que contribuyeron al éxito de la formación y a su característico sonido. Además, su dominancia como productor, arreglista, compositor y guitarrista había alcanzado su mayor apogeo, lo que llevaría a convertir el grupo en un proyecto personal. Sin embargo, el sonido de la Electric Light Orchestra se vio apoyado por los arreglos orquestrales de Louis Clark, por la conducción de Bev Bevan a la batería y por la integración de la por entonces incipiente tecnología electrónica a manos de Richard Tandy.
Out of the Blue, publicado en 1977 y compuesto durante dos semanas maratonianas en un chalé de los Alpes suizos, supuso uno de los mayores picos creativos en la carrera musical de Lynne. La posterior gira de promoción incluyó un diseño del escenario a modo de "nave espacial", en consonancia con el logotipo del grupo diseñado por Kosch, así como samples pregrabados para complementar las canciones en directo, causando escarnio en la prensa.
En 1979, Lynne publicó con la Electric Light Orchestra Discovery, principalmente promocionado por varios sencillos, como "Shine A Little Love" y "Last Train To London" asociados a la música disco. Aun así, el resto de canciones del álbum, no influidas por la música disco, reflejaban el grado como compositor de Lynne. Al respecto, en una entrevista concedida en abril de 2008, Lynne recalcó sobre su incursión en la música disco lo siguiente:

"Me gusta la fuerza de la música disco. Me gusta la libertad que me dio para hacer diferentes ritmos. Disfruté ese ritmo constante. Simplemente firme como el rock. Siempre me gustó la simplicidad en la batería".

En ausencia de una gira de promoción para Discovery, Lynne contribuyó con cinco nuevas canciones a la banda sonora de la película Xanadu. El resultado fue un par de sencillos que entraron en los cuarenta primeros puestos de las listas de éxitos, con el tema "Xanadu" alcanzando el primer puesto en el Reino Unido. Sin embargo, Lynne no fue integrado en el desarrollo de la película y su material sólo mostraba un apego superficial por la trama. Años después, Lynne desaprobó su limitada contribución al proyecto, aunque volvió a grabar la canción que da título al álbum para el box set Flashback.
1981 supuso un cambio en la dirección artística de la Electric Light Orchestra a través del álbum Time, que alcanzó el número uno en el Reino Unido y produjo tres sencillos que entraron en los primeros puestos de las listas de sencillos en menos de dos años. Tras una gira de promoción, Lynne mantuvo el enfoque de Time con el álbum de 1983 Secret Messages y con el último trabajo de la ELO, Balance of Power. Aunque la Electric Light Orchestra aún era capaz de producir canciones valoradas en las listas de éxitos, Lynne asumió el cansancio que producía las limitaciones artísticas impuestas por el concepto de la Electric Light Orchestra. Al respecto, Lynne discutió la naturaleza artificial de los últimos tres trabajos del grupo a causa de obligaciones de contrato en una entrevista incluida en el DVD Zoom Tour. Con sólo tres integrantes de la formación clásica (Lynne, Bevan y Tandy) y el cambio generacional y musical hacia una música pop, Lynne centró su energía en la producción musical.
Durante su estancia en la Electric Light Orchestra, Lynne publicó varios trabajos bajo su propio nombre. En 1976, Lynne versionó las canciones de The Beatles "With A Little Help from My Friends" y "Nowhere Man" para All This and World War II. En 1977, publicó su primer sencillo en solitario, "Doin' That Crazy Thing"/"Goin' Down To Rio". En 1984, Lynne y el teclista de la ELO. Richard Tandy, contribuyeron al largometraje Electric Dreams con las canciones "Video!" y "Let It Run". Además, Lynne compuso la canción "The Story Of Me", grabada por los Everly Brothers en su álbum EB84.

### Trabajo como productor y carrera en solitario (1987-2008)
En contraste con el sonido denso y barroco de la Electric Light Orchestra, los trabajos de estudio de Lynne en solitario tuvieron una tendencia hacia una instrumentación minimalista y acústica.
La influencia de The Beatles en la música de Lynne fue evidente en su trabajo con la Electric Light Orchestra y permitió un acercamiento y una conexión laboral entre Lynne y George Harrison, con quien coprodujo en 1987 Cloud Nine, considerado por la crítica musical como el regreso formal de Harrison a la música. El álbum incluyó los sencillos "Got My Mind Set On You", "When We Was Fab" y "This Is Love", coescritos por Lynne.
Su asociación con su amigo G. Harrison dio pie a la formación en 1988 del supergrupo Traveling Wilburys, compuesto por el propio George Harrison, Tom Petty, Bob Dylan y Roy Orbison, además de Lynne. En 1988, Lynne también trabajó en la producción y composición del álbum de Roy Orbison Mystery Girl que incluyó "You Got It",  el último éxito de Orbison antes de su muerte.
En 1989, Lynne produjo el álbum de Tom Petty Full Moon Fever, que incluyó los sencillos "Free Fallin'", "I Won't Back Down" y "Runnin' Down a Dream", coescritos por él mismo; por ello y por el álbum Traveling Wilburys Vol. 1, Lynne obtuvo sendas nominaciones a los Premios Grammy al mejor álbum del año en 1989. Por otra parte, la canción de Lynne "One Way Love" fue publicada como sencillo por Agnetha Faltskog, mientras que la canción "Let It Shine", coescrita y producida por Lynne, sirvió al primer trabajo en solitario de Brian Wilson.
En 1990, Lynne colaboró en el segundo álbum de los Traveling Wilburys, Traveling Wilburys Vol. 3 y publicó su primer trabajo en solitario, Armchair Theatre, en el que colaboraron George Harrison y Richard Tandy. El álbum obtuvo buenas reseñas de la crítica musical, pero escaso éxito comercial.
Lynne volvió al estudio de grabación con Tom Petty en 1991 para producir el álbum Into the Great Wide Open, que incluyó los sencillos "Learning to Fly" e "Into the Great Wide Open". Al siguiente año, produjo el álbum póstumo de Roy Orbison King of Hearts.
En 1994, Lynne cumplió uno de sus sueños al trabajar con los tres miembros supervivientes de The Beatles en el proyecto The Beatles Anthology. A petición de George Harrison, Lynne asistió a la revaluación de dos canciones de John Lennon, "Free as a Bird" y "Real Love", creadas digitalmente a partir de demos caseros de Lennon que fueron sobreproducidos por el resto de componentes de The Beatles para crear una reunión sólida del grupo. Durante ese mismo tiempo, Lynne produjo los álbumes Time Takes Time y Flaming Pie, de Ringo Starr y Paul McCartney, respectivamente.
Los últimos trabajos de Lynne en el siglo XX incluyeron composiciones para Julianna Raye y contribuciones en la producción a álbumes de Roger McGuinn (Back from Rio), Joe Cocker (Night Calls), Aerosmith (Lizard Love), Tom Jones (Lift me Up) y Bonnie Tyler (Time Mends a Broken Heart).
En 1996, Lynne fue reconocido por su contribución a la música británica por segunda vez con el premio Ivor Novello.

### Zoomy otros trabajos (2000-2009)
Tras el fin de acciones jurídicas por el nombre de la E.L.O., Lynne publicó un nuevo trabajo bajo el nombre del grupo titulado Zoom. Aunque incluye invitados especiales como Ringo Starr, George Harrison y Richard Tandy, Zoom es en esencia un segundo trabajo en solitario de Lynne. El álbum obtuvo buenas reseñas de la crítica musical. pero no produjo sencillos de éxito. Aunque su publicación fue seguida de una gira y varios de los conciertos fueron grabados y posteriormente publicados en el DVD Zoom Tour Live, la gira fue cancelada.
A comienzos de 2001, Lynne comenzó a trabajar en Brainwashed, el último trabajo de George Harrison. Tras la muerte del integrante de The Beatles causa de cáncer el 29 de noviembre de 2001, Lynne volvió al estudio de grabación en 2002 junto al hijo de Harrison, Dhani, y a Jim Keltner para finalizar el álbum incompleto. Asimismo, Lynne se vio envuelto en la creación del memorial Concert for George en el Royal Albert Hall de Londres en noviembre de 2002, produciendo el posterior álbum y DVD del concierto. El DVD recibió en 2002 un premio Grammy.
En 2006, Lynne participó en la producción del tercer álbum de estudio de Tom Petty, Highway Companion. En abril de 2009, fue honrado con el Golden Note Award por su aportación a la música y a los logros en su carrera. Otros galardonados en años anteriores son el Tom Petty, Quincy Jones, Stevie Wonder, Sean "Diddy" Combs y Garth Brooks.
También en abril de 2009 señaló a Reuters que por fin estaba trabajando en la continuación de su álbum como solista Armchair Theatre y que posiblemente lo lanzaría ese año. Además, produjo cuatro canciones del quinto álbum de Regina Spektor, Far.

### Long WaveyAlone in the Universe(de 2010 en adelante)
En marzo de 2010, Lynne señaló al diario Daily Express que estaba trabajando en un nuevo álbum con Joe Walsh y escribiendo simultáneamente «un par de álbumes bajo su propio nombre». En septiembre del mismo año, contribuyó con una versión de "Words of Love" al álbum tributo de Buddy Holly, Listen to Me: Buddy Holly.
En 2012, Walsh publicó el álbum Analog Man, producido por Lynne. En octubre de 2012, Lynne publicó dos proyectos: Long Wave, su segundo álbum en solitario, y un disco con regrabaciones de la Electric Light Orchestra titulado Mr. Blue Sky: The Very Best of Electric Light Orchestra. El mismo año volvió a reunirse con Richard Tandy para tocar en directo canciones del grupo emitidas en televisión como parte del documental Mr. Blue Sky.
El 12 de noviembre de 2013, Lynne volvió a reunirse con Tandy para tocar, bajo el nombre de Jeff Lynne & Friends, las canciones "Livin' Thing" y "Mr. Blue Sky" en el concierto benéfico Children in Need Rocks. El 9 de febrero de 2014, Lynne tocó las canciones "Something" y "Hey Bulldog" en el especial The Night That Changed America: A Grammy Salute to The Beatles, conmemorando el 50.º aniversario de la participación del grupo en The Ed Sullivan Show. El 5 de marzo del mismo año, recibió un doctorado honoris causa de la Universidad de Birmingham. El 14 de septiembre, ofreció su primer concierto en veinticinco años al encabezar el cartel del festival organizado por BBC Radio 2 en el Hyde Park de Londres.
El 21 de junio de 2013, la Cámara de Comercio de Hollywood anunció que Lynne iba a recibir una estrella en el Paseo de la Fama de Hollywood, un evento que acabó teniendo lugar el 23 de mayo de 2015.
Animado por la respuesta del público en Hyde Park, Lynne consideró la posibilidad de publicar un nuevo álbum de estudio de la Electric Light Orchestra. Según el músico: «Fue magnífico. No lo podía creer. Se sabían todas las letras. [...] Fue absolutamente increíble y muy emocionante. Fue más allá de lo que podría haber imaginado. Podía sentir el amor y el placer que estaban teniendo, aplaudiendo cada canción. Es casi imposible describir el sentimiento». El resultado, Alone in the Universe, publicado el 13 de noviembre de 2015, fue grabado durante un periodo de dieciocho meses en los que Lynne grabó la mayoría de los instrumentos, sin la presencia de otros músicos.
El 24 de junio de 2017, Jeff Lynne ofrece en el Wembley Stadium de Londres un concierto, con motivo de la gira promocional de Alone in the Universe, el primer disco del grupo en catorce años. Wembley or Bust es un álbum en directo del grupo británico ELO, publicado por la compañía discográfica Sony Music el 17 de noviembre de 2017, con base en el concierto mencionado.
El 2 de noviembre de 2023 se publicó la última canción de The Beatles "now and then" que fue reconstruida a partir de un demo de John Lennon grabada en la década de los años 70 y usando modernas técnicas de IA diseñada por Peter Jackson; de nuevo, resucitaron a los cuatro de Liverpool, y como no podía ser de otra manera, con Lynne de nuevo al frente de la producción.

## Vida personal
Lynne contrajo matrimonio en dos ocasiones. En 1970 se casó con Rosemary, de quien se divorció en 1977. Luego contrajo matrimonio con Sandi Kapelson, con quien tuvo dos hijas: Laura y Stephanie. Actualmente mantiene una relación sentimental con Camelia Kath, viuda del guitarrista de Chicago, Terry Kath,, y antigua esposa de Kiefer Sutherland. Actualmente reside en Beverly Hills, California.

## Discografía
| Con The Idle Race - 1968: The Birthday Party - 1969: Idle Race Con The Move - 1970: Looking On - 1971: Message from the Country | Con The Traveling Wilburys - 1988: Traveling Wilburys Vol. 1 - 1990: Traveling Wilburys Vol. 3 En solitario - 1990: Armchair Theatre - 2012: Long Wave Con Electric Light Orchestra - 1971: The Electric Light Orchestra/ No Answer - 1972: ELO 2 - 1973: On the Third Day - 1974: Eldorado, A Symphony - 1975: Face the Music - 1976: A New World Record - 1977: Out of the Blue - 1979: Discovery - 1980: Xanadu - 1981: Time - 1983: Secret Messages - 1986: Balance of Power - 2001: Zoom - 2015: Alone in the Universe - 2017: Wembley or Bust - 2019: From Out of Nowhere |